# Physoloba heliconoides
Physoloba heliconoides là một loài bướm đêm trong họ Geometridae.